# Жовтець грецький
{{#ifeq:0|0|{{#if:Ranunculus chius|{{#if:|[[]}}|[[]]}}}}
Жовтець грецький (Ranunculus chius) — вид квіткових рослин з родини жовтецевих (Ranunculaceae).

## Біоморфологічна характеристика
Однорічна трав'яниста рослина (5)20–30(40) см заввишки, щільно запушена. Квітки жовті, 0.5–1 см діаметрі. Пелюстки 3–4 мм. Плоди 2.5–4 мм завдовжки, покриті тонкими гачкуватими щетинками, що сидять на горбках.

## Поширення
Росте у Європі (Мальта, Болгарія, Греція, Італія, Крим, Північний Кавказ, Боснія і Герцеговина, Хорватія, Македонія, Словенія) й західній Азії (Кіпр, Туреччина, Іран, Ірак, Сирія, Ліван, Ізраїль, Йорданія, Азербайджан, Грузія).
В Україні вид росте на сухих засмічених місцях — у Криму на ПБК (від Сімеїзу до Малого Маяка).